# Fumetti
Fumetti est le nom donné en Italie à la bande dessinée. « Fumetti » signifie « petites fumées », en référence à l'aspect des bulles servant à faire parler les personnages.
En Italie, la BD se décline le plus souvent en fascicules de kiosques et non en albums cartonnés comme en France. Les personnages de fumetti les plus connus sont : Tex Willer, Diabolik, Blek le roc (Il Grande Blek), Alan Ford, Zagor,  Dylan Dog , Capt'ain Swing (Il Comandante Mark) et Pépito. On les retrouve tous publiés en France en petit format.
En 1945, l'un des magazines les plus originaux de la période est né: L'asso di Picche publié dans Venise à la suite des travaux d'un groupe de jeunes artistes vénitiens, y compris Alberto Ongaro, Damiano Damiani, Dino Battaglia, Rinaldo D'Ami et surtout Fernando Carcupino et Hugo Pratt. Leur approche particulière de la forme d'art leur a valu le nom de école vénitienne de la bande dessinée. Parmi les personnages créés pour le magazine étaient Pratt L'Asso di Picche, Battaglia Junglemen, Draky et Robin Hood.
En anglais, le terme « fumetti » désigne plus souvent les romans-photos italiens.

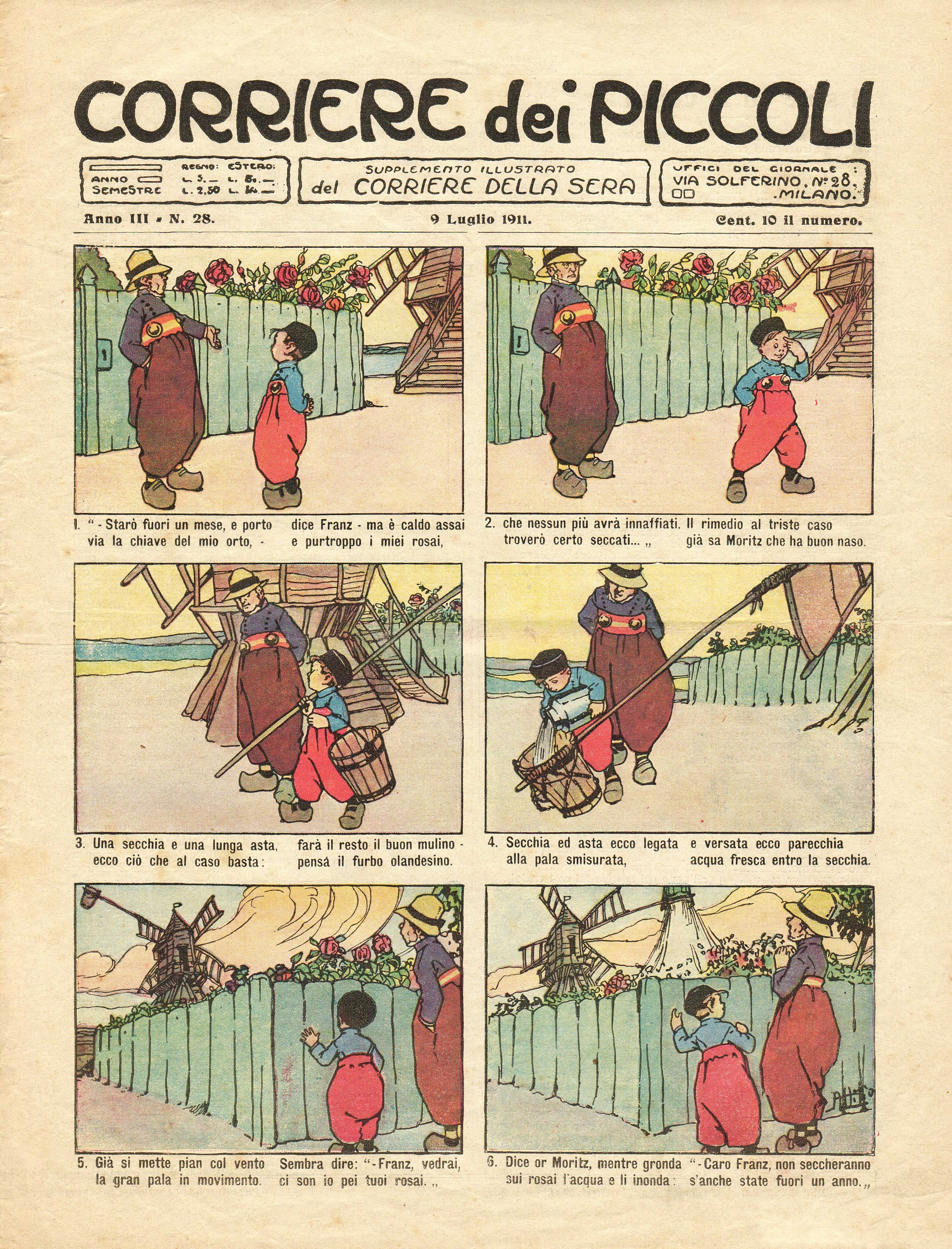
Couverture du Corriere dei piccoli du 9 juillet 1911

## Origines
C'est le 27 décembre 1908 que le premier numéro du Corriere dei Piccoli, supplément dominical du Corriere della Sera publie les premières bandes dessinées en Italie . Il s'agit cependant de bandes exclusivement américaines (Little Nemo, Félix le Chat, etc.).

## Éditeurs
- Bonelli : L'éditeur milanais Sergio Bonelli Editore publie depuis plus d'un demi-siècle les plus célèbres personnages italiens : Tex Willer, Zagor, Mister No, Dylan Dog, Martin Mystère, ainsi qu'une nouvelle génération de héros, tels que Nathan Never, Dampyr, Mercurio Loi, Legs Weaver ou Nick Raider même si ces deux derniers ne paraissent plus.
- Astorina : l'éditeur de Diabolik.
- Max Bunker Press : l'éditeur d'Alan Ford et des autres créations de Max Bunker.
- Dardo : l'éditeur de Blek le Roc.
- Star Comics : nouvel éditeur reprenant certaines séries Bonelli comme Nick Raider, mais publiant aussi ses propres créations.
- If Edizioni : petit éditeur rééditant les grands classiques ainsi qu'une encyclopédie des Fumetti.
- Coconino Press : éditeur bolonais plus orienté vers une bande dessinée adulte de type graphic novel (dans le style de Casterman par exemple) publiant les grands auteurs italiens d'aujourd'hui comme Davide Toffolo, Manuele Fior, Gabriella Giandelli, Igort, Gipi, Leila Marzocchi mais aussi français comme David B., Emmanuel Guibert, David Prudhomme  ou Jean-Claude Götting, américains comme Daniel Clowes, Charles Burns, Jason Lutes et japonais comme Jiro Taniguchi.

## Dessinateurs
- Guido Crepax
- Fernando Carcupino
- Hugo Pratt
- Dino Battaglia
- Guido Buzzelli
- Luciano Bottaro
- Benito Jacovitti
- Antonio Mancuso
- Loredano Ugolini
- Magnus
- Vittorio Giardino
- Milo Manara
- Sergio Tofano
- Attilio Mussino
- Antonio Rubino
- Carlo Bisi
- Bruno Angoletta

## Scénaristes
- Gian Luigi Bonelli
- Sergio Bonelli
- Alfredo Castelli
- Tiziano Sclavi
- Max Bunker
- Giancarlo Berardi

## Organismes
En Italie il y a un Syndicat National des auteurs de BD: c'est le SILF/SLC/CGIL, et aussi une agence de presse pour les infos sur le neuvième art: afNews.